# ヴァンチャ・ザラーン
ヴァンチャ・ザラーン（Vancsa Zalán、2004年10月27日 - ）は、ハンガリー・ブダペスト出身のサッカー選手。ロンメルSK所属。ポジションはFW。

## クラブ経歴
フェレンツヴァーロシュTCやMTKブダペストFCの下部組織を経て、2021年4月24日、MTKブダペストの選手としてウーイペシュトFCとのリーグ戦でプロデビューを果たした。翌シーズンの2021-22シーズン、リーグ開幕から4試合にあたるウーイペシュトとの2度目の対戦でプロ初ゴールを挙げた。
2022年1月31日、ベルギーのロンメルSKに1年半契約で移籍したが、2021-22シーズン終了まではMTKブダペストにレンタルという形で残留する。

## 代表経歴
2022年6月8日、UEFAネーションズリーグのイタリア代表戦でハンガリー代表デビューを飾った。